# 鐵三角 (政治學)

鐵三角圖示

鐵三角（Iron Triangle），在政治學上指一種壟斷公共政策、相互交換利益的三角結構關係。

## 概要
「鐵三角」概念可追溯約瑟夫·普立茲的兒子小普立茲（Ralph Pulitzer），在1919年寫到關於巴黎和會各協約國政府新關係，描述三股勢力為了險惡的和平而勞碌：
1. 保守主義的政治家（the bourbonism[2] of politicians）
2. 唯物主義的產業（the materialism of industrial）
3. 軍國主義的職業軍人（the militarism of professional soldiers）

後來西奧多·羅威（Theodore J. Lowi）於1969年出版《自由主義的終結》（The End of Liberalism）一書中，說明利益團體危害美國民主政治運作的三角關係：
1. 利益團體（interest group）
2. 行政部門（bureaucracy）
3. 國會委員會（congressional committee）

另外，「鐵三角」也用來形容日本政商掛勾的現象。

## 美國
羅威在著作中指出，利益團體遊說國會議員通過相關法案，國會議員為連任也會討好利益團體爭取資源及選票，行政部門則儘量配合國會議員擬定相關政策和財政補助、以俾確保預算。由利益團體、行政部門、國會委員會三者所形成封閉決策圈，壟斷各項政策領域、相互交換利益以保持彼此權力基礎的結構宛如「地下政府」（subgovernment），行政部門在此結構中成為「被俘機構」（captive agency），而對美國自由民主體制造成嚴重傷害。例如國防工業、國防部、國會國防委員會形成軍事工業複合體的鐵三角現象，應驗了艾森豪於1961年在總統告別演說中、指其不當之影響力將對美國民主政治運作產生不良影響。

## 日本
由於採內閣制、國會議員可兼任內閣官員，產生的鐵三角現象跟美國有些不同。利益團體提供政治獻金選出所謂「族議員」（利益代表），對具影響力的官僚也給予日後業界高薪職位酬庸。族議員在國會通過相關法案或內閣省廳決定相關政策，官僚組織則成被俘對象，配合族議員以確保自身權限、預算。
自民黨政權在長期執政下，與財團掛勾形成「政治家（政党）、官僚、經濟界的鐵三角」壟斷日本政治，直到2009年民主黨上台為止。
自民黨長期支持財團，財團提供大量政治獻金助選，兩者利益共生，因此自民黨常被視為財閥政治的象徵。而上述的族議員，即長期擔任自民黨政調會相關部會及委員會職務，專精相關決策領域並與利益團體結合的產物。